# Juan Casado (futbolista)
Juan Ernesto Casado (Buenos Aires, Argentina, 15 de junio de 1980) es un exfutbolista argentino. Jugaba como mediocampista.

## Trayectoria
Debutó el 10 de febrero de 2001, en el empate 0-0 de Vélez Sarsfield contra Lanús, por el torneo argentino de Primera División. Con Vélez Sarsfield jugó en 2001, la Copa Libertadores de América y la Copa Mercosur. El 25 de enero de 2013, se confirma su arribo al Rangers de la Primera División de Chile. Antes de arribar al equipo chileno, el jugador pasó por diferentes clubes de Argentina (entre ellos Vélez Sarsfield, club que lo formó), Bolivia, Colombia y Uruguay.

## Clubes
| Club                           | País      | Año       |
| ------------------------------ | --------- | --------- |
| Vélez Sarsfield                | Argentina | 1999-2001 |
| Belgrano de Córdoba            | Argentina | 2001-2002 |
| Olimpo de Bahía Blanca         | Argentina | 2002      |
| The Strongest                  | Bolivia   | 2003      |
| San Martín de San Juan         | Argentina | 2003-2005 |
| Gimnasia y Esgrima de La Plata | Argentina | 2005-2006 |
| Platense                       | Argentina | 2006-2007 |
| Belgrano de Córdoba            | Argentina | 2007-2008 |
| Tiro Federal                   | Argentina | 2008-2009 |
| Cerro Largo                    | Uruguay   | 2009-2010 |
| San Martín de Tucumán          | Argentina | 2010      |
| Instituto de Córdoba           | Argentina | 2011      |
| Patronato de Paraná            | Argentina | 2011-2012 |
| Patriotas                      | Colombia  | 2012      |
| Rangers                        | Chile     | 2013      |
| Cerro Largo Fútbol Club        | Uruguay   | 2013      |

- Datos: Q4267554